# Wolseley 20/28
La Wolseley 20/28 è un'autovettura di grandi dimensioni prodotta dal 1911 al 1912 dalla Wolseley.
Il modello aveva montato un motore in linea a quattro cilindri e valvole laterali da 4.250 cm³ di cilindrata, che erogava una potenza di 28 CV. Il peso del telaio era di 1.016 kg.
Erano offerti tre tipi di carrozzeria, torpedo quattro posti, berlina quattro porte e landaulet quattro porte.